# Municipalità regionale della contea di Mékinac
La municipalità regionale di contea di Mékinac è una municipalità regionale di contea del Canada, localizzata nella provincia del Québec, nella regione di Mauricie.
Il suo capoluogo è Saint-Tite.

## Suddivisioni
City
- Saint-Tite

Municipalità
- Notre-Dame-de-Montauban
- Sainte-Thècle
- Trois-Rives

Parrocchie
- Hérouxville
- Lac-aux-Sables
- Saint-Adelphe
- Saint-Roch-de-Mékinac
- Saint-Séverin

Villaggi
- Grandes-Piles

Territori non organizzati
- Lac-Boulé
- Lac-Masketsi
- Lac-Normand
- Rivière-de-la-Savane